# MRKS Czechowice-Dziedzice
MRKS Czechowice-Dziedzice (Miejsko-Robotniczy Klub Sportowy) – polski klub piłkarski z Czechowic-Dziedzic, powstały w 1921 jako RKS Młot. Występował również pod nazwami: RKS Czechowice, Stal Czechowice, KS Czechowice i Walcownia Czechowice-Dziedzice. Jest najbardziej utytułowanym klubem piłkarskim w mieście – jako jedyny występował na trzecim poziomie ligowym w sezonach: 1953–1955, 1958 i 1964/1965 (liga śląska).
Dawniej klub posiadał również inne sekcje, w tym: gimnastyczną, lekkoatletyczną, hokeja na lodzie i piłki siatkowej.

## Historia
Działalność dzisiejszego MRKS sięga korzeniami 1921, kiedy to z założonego w 1918 Robotniczego Stowarzyszenia Kulturalno-Oświatowego Siła w Czechowicach (wówczas samodzielnej wsi o charakterze przemysłowym) wydzielona została sekcja piłki nożnej pod nazwą Robotniczy Klub Sportowy Młot Czechowice. Nowy klub przybrał barwy czerwono-czarne, zachowane do dzisiaj. Pierwsze boisko piłkarskie w Czechowicach powstało jeszcze przed założeniem RKS w rejonie tzw. Starej Gminy (okolice dzisiejszego kompleksu Miejskiego Ośrodka Sportu i Rekreacji), drugie utworzono w latach 1919–1920, zaś kolejne, które spełniało już wymogi przepisów gry w piłkę nożną, wytyczono w 1922 we wschodniej części dzisiejszej rafinerii.
W 1925 klub zmienił nazwę na RKS Czechowice. W tym okresie drużyna piłkarska grała w rozgrywkach podokręgu bielskiego, mierząc się ponadto w licznych meczach towarzyskich z zespołami z najbliższych okolic (Bielsko, Brzeszcze, Oświęcim, Żywiec). W 1932 wygrała bielską klasę A, jednak w meczach barażowych o wejście do Okręgowej Ligi Śląskiej uległa 09 Mysłowice, Dębem Katowice i Czarnymi Chropaczów. W tym samym roku otwarto nowy stadion RKS. Kolejnym sukcesem piłkarzy RKS było wejście do II ligi śląskiej, powstałej w 1938.
II wojna światowa spowodowała przerwę w działalności klubu, wznowioną w 1945. Przybrał on nazwę RKS Walcownia Czechowice. W pierwszych sezonie powojennym 1945/1946 piłkarze wystąpili w bielskiej klasie A, zdobywając jej mistrzostwo, a następnie grali szczebel wyżej, w śląskiej klasie A i klasie wojewódzkiej. W 1948 dokonano kolejnej zmiany nazwy na Związkowy Klub Sportowy Metalowców Walcownia Czechowice, zaś w 1950 na KS Stal Czechowice. W 1951 drużyna wygrała bielską grupę klasy wojewódzkiej, po czym w ćwierćfinale gier o mistrzostwo Śląska uległa Pogoni Nowy Bytom, w kolejnym roku ponownie dotarła do tych rozgrywek, wygrywając je po meczu z Górnikiem Niwka 4:1 w listopadzie 1952. Czechowiczanie zmierzyli się później w dwumeczu o awans do II ligi ze Stalą Lipiny, w którym również pokonali rywali (2:0, 1:2), jednak z uwagi na przeprowadzoną później reformę rozgrywek (zmniejszenie liczby uczestników II ligi z 40 do 14 zespołów) znaleźli się w lidze śląskiej (trzeci poziom ligowy). W sezonach 1953–1955 Stal zajmowała kolejno miejsca: 2., 9. i 12., po czym ponownie znalazła się w bielskiej klasie A. Na trzecim poziomie rozgrywkowym czechowiczanie grali jeszcze w dwóch sezonach – 1958 i 1964/1965. W 1959 klub zyskał – na krótko – nazwę KS Czechowice, zaś w 1960 – RKS Walcownia Czechowice-Dziedzice (uwzględniała ona zmianę nazwy miasta, przeprowadzoną w 1958).
Kolejne lata nie przyniosły większych sukcesów Walcowni – piłkarze grali przeważnie na czwartym lub piątym poziomie ligowym w rozgrywkach okręgowych, nie wychodząc poza rozgrywki wewnątrz województwa katowickiego. Sytuacja ta zmieniła się w latach 90. XX wieku, kiedy czechowiczanie występowali w IV lidze, w grupie obejmującej zespoły z województwa bielskiego i katowickiego. Po reformie podziału administracyjnego kraju i rozgrywek regionalnych po 1999 Walcownia uczestniczyła w rozgrywkach grupy śląskiej II w IV lidze (2000–2002, 2003/2004 i od 2009) lub bielskiej klasy okręgowej. W 2005 klub zmienił nazwę na MRKS Czechowice-Dziedzice.

## Nazwy
- 1921 – Robotniczy Klub Sportowy Młot Czechowice
- 1925 – Robotniczy Klub Sportowy Czechowice
- 1945 – Robotniczy Klub Sportowy Walcownia Czechowice
- 1948 – Związkowy Klub Sportowy Metalowców Walcownia Czechowice
- 1950 – Klub Sportowy Stal Czechowice
- 1959 – Klub Sportowy Czechowice
- 1960 – Robotniczy Klub Sportowy Walcownia Czechowice-Dziedzice
- 2005 – Miejsko-Robotniczy Klub Sportowy Czechowice-Dziedzice

## Skład
Skład zespołu na rundę jesienną sezonu 2015/2016.
| Nr | Poz. | Piłkarz           |
| -- | ---- | ----------------- |
|    | BR   | Wojciech Rogala   |
|    | OB   | Grzegorz Gąsiorek |
|    | OB   | Wojciech Szal     |
|    | OB   | Kamil Cichura     |
|    | OB   | Filip Hadydoń     |
|    | OB   | Rafał Żurek       |
|    | OB   | Paweł Wolff       |
|    | OB   | Dominik Gałan     |
|    | PO   | Szymon Niemczyk   |
|    | NA   | Grzegorz Sztorc   |

| Nr | Poz. | Piłkarz            |
| -- | ---- | ------------------ |
|    | NA   | Mateusz Żyła       |
|    | PO   | Michał Adamus      |
|    | NA   | Rafał Adamczyk     |
|    | PO   | Mateusz Putek      |
|    | PO   | Ryszard Borutko    |
|    | PO   | Dawid Kowalczyk    |
|    | PO   | Szymon Jastrzębski |
|    | PO   | Paweł Olek         |
|    | PO   | Jakub Raszka       |
|    | BR   | Mateusz Słowiaczek |

## Stadion
- Nazwa: Stadion Miejskiego Ośrodka Sportu i Rekreacji w Czechowicach-Dziedzicach
- Adres: ul. Legionów 145
- Pojemność: 2 021 miejsc (wszystkie siedzące i na trybunie krytej)
- Boisko: 105 x 72 m

## Zarząd
| Imię i nazwisko   | Funkcja         |
| ----------------- | --------------- |
| Krzysztof Adamiec | Prezes          |
| Sławomir Stanclik | Wiceprezes      |
| Tomasz Durtan     | Wiceprezes      |
| Marcin Chodur     | Sekretarz       |
| Jacek Szpoczek    | Skarbnik        |
| Marek Grabiec     | Członek zarządu |

Źródło: